# Bautzen
Pour la série télévisée, voir Bautzen (série documentaire).
Bautzen (Budyšin ou Budyšyn en sorabe, Budisse en français, Budziszyn en Polonais) est une ville allemande située dans le Land de Saxe et la capitale de l'arrondissement de Bautzen. Elle a 38 261 habitants (décembre 2021) et constitue la ville où les Sorabes sont les plus représentés.
La ville se trouve perchée au sommet d'un méandre de la rivière de la Sprée, dans une plaine entre les collines de la Lusace et dans une région de lacs et de bruyère. Au nord de la ville, se trouve un grand lac artificiel qui s'appelle le Talsperre Bautzen, creusé en 1974.
Bautzen regroupe 10 % de Sorabes. Cette minorité ethnique d'Allemagne occupe la région de la Lusace, à cheval sur les Länder de Saxe et du Brandebourg. Apparentés aux Slaves occidentaux, les Sorabes ont longtemps fait partie du royaume de Bohême. Ce sont les migrations du VIe siècle qui les conduisirent entre l'Elbe et la Neisse. Aujourd'hui encore, leurs enfants apprennent le sorabe, langue slave de l'ouest proche du tchèque et du polonais. Ils sont pour la plupart restés catholiques dans cette région, mais ils sont luthériens plus au nord.

## Structure administrative
Les quartiers de la ville sont : la vieille ville, le centre-ville, les faubourgs de l'est, de l'ouest et du sud, le Gesundbrunnen ainsi que les villages anciens de Teichnitz, Nadelwitz, Burk, Oberkaina, Niederkaina, Stiebitz, Kleinwelka, Salzenforst-Bolbritz et Auritz, tandis que
Doberschau-Gaußig, Göda, Großdubrau, Großpostwitz, Kubschütz, Malschwitz, Obergurig,  Radibor et Weißenberg sont  des communes limitrophes.

## Histoire
| Appartenances historiques Royaume de Bohême 1198-1243 Marche de Brandebourg 1243-1319 Royaume de Bohême 1319-1469 Royaume de Hongrie 1469-1490 Royaume de Bohême 1490-1635 Électorat de Saxe 1635-1806 Royaume de Saxe 1806–1871 Empire allemand 1871-1918 République de Weimar 1918–1933 Reich allemand 1933–1945 Allemagne occupée 1945–1949 République démocratique allemande 1949–1990 Allemagne 1990–présent |

En 1002, l'Ortenburg est mentionné comme chef-lieu de toute la Marche de Lusace (aujourd'hui Haute-Lusace) par Dithmar et peuplée par les Milceni, ancêtres des Sorabes peuplant la Lusace.

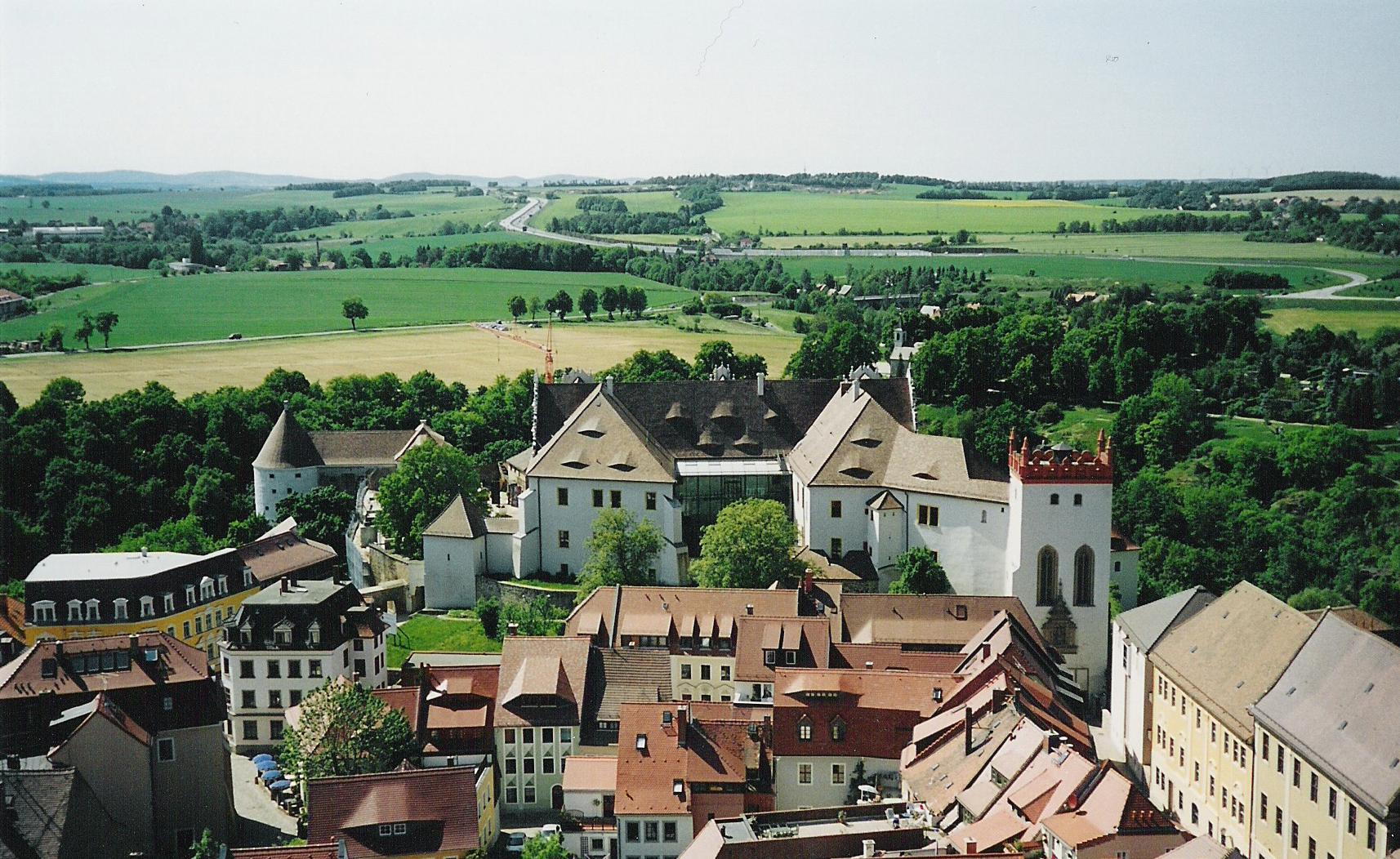
Ortenburg.

Après quelques batailles, le duc polonais Boleslas le Vaillant s'empare de la ville.
En 1018, à la suite d'un traité entre le Saint-Empire et la Pologne, la ville reste à cette dernière jusqu'en 1031. En raison de sa position au carrefour de plusieurs routes importantes, la ville devient un centre pour le commerce de la région. Les relations avec la Silésie et le Rhin étaient très importantes. En 1031, la ville redevient allemande pendant cinquante ans, avant de revenir au duc de Bohême Vratislav II. En 1216, elle reçoit les privilèges d'une cité, avec une charte municipale.

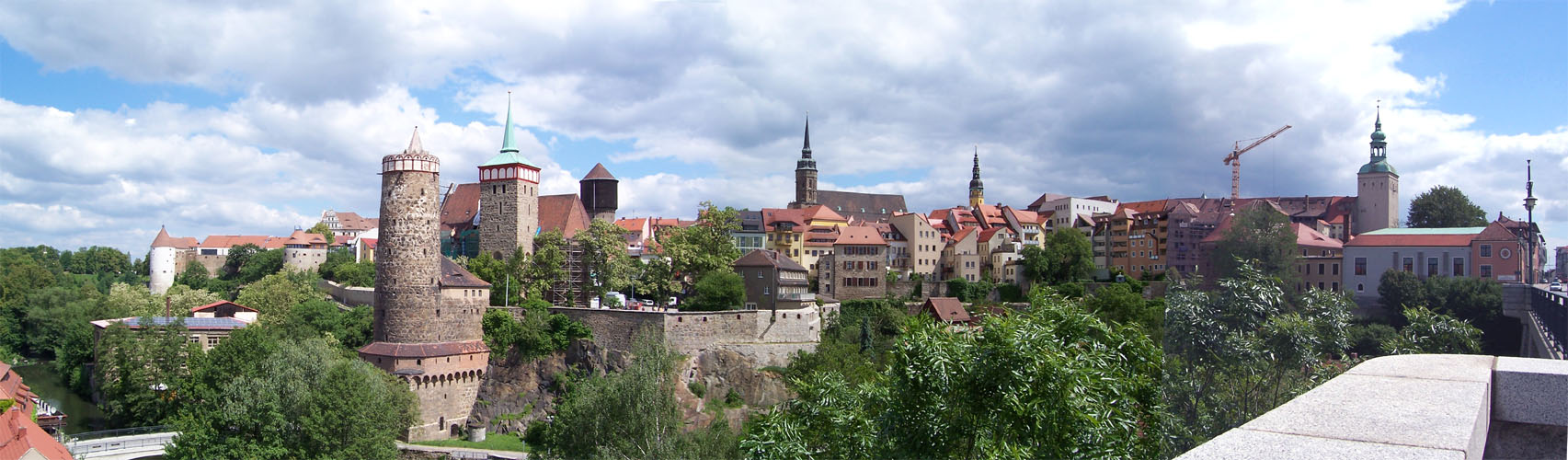
Bautzen.

Le couvent des franciscains est fondé en 1240. Alors qu'entre 1243 et 1319, la Haute-Lusace faisait partie de la marche de Brandebourg, la ville redevient bohémienne. Sur l'initiative de Bautzen, l'alliance des six villes de la Haute-Lusace est créée en 1346 et joue un rôle important pendant plusieurs siècles.
En 1429 et 1431, la ville est assiégée pendant les guerres hussites et une légende rapporte qu'elle aurait été sauvée par l'archange saint Michel, et c'est en son honneur que l'église Saint-Michel est construite. Entre 1469 et 1490, Bautzen fait partie du royaume de Hongrie et garde de cette période la tour de Matthias qui montre le roi hongrois Matthias Corvinius. Elle redevient ensuite bohémienne et entre 1520 et 1525, au moment de la Réforme, reste catholique. Lors de la guerre de Trente Ans une grande partie de la cité est incendiée à plusieurs reprises par les troupes saxonnes et suédoises et celles de Wallenstein. En 1635, toute la Lusace - ainsi que la ville de Bautzen - devient possession de l'électorat de Saxe.

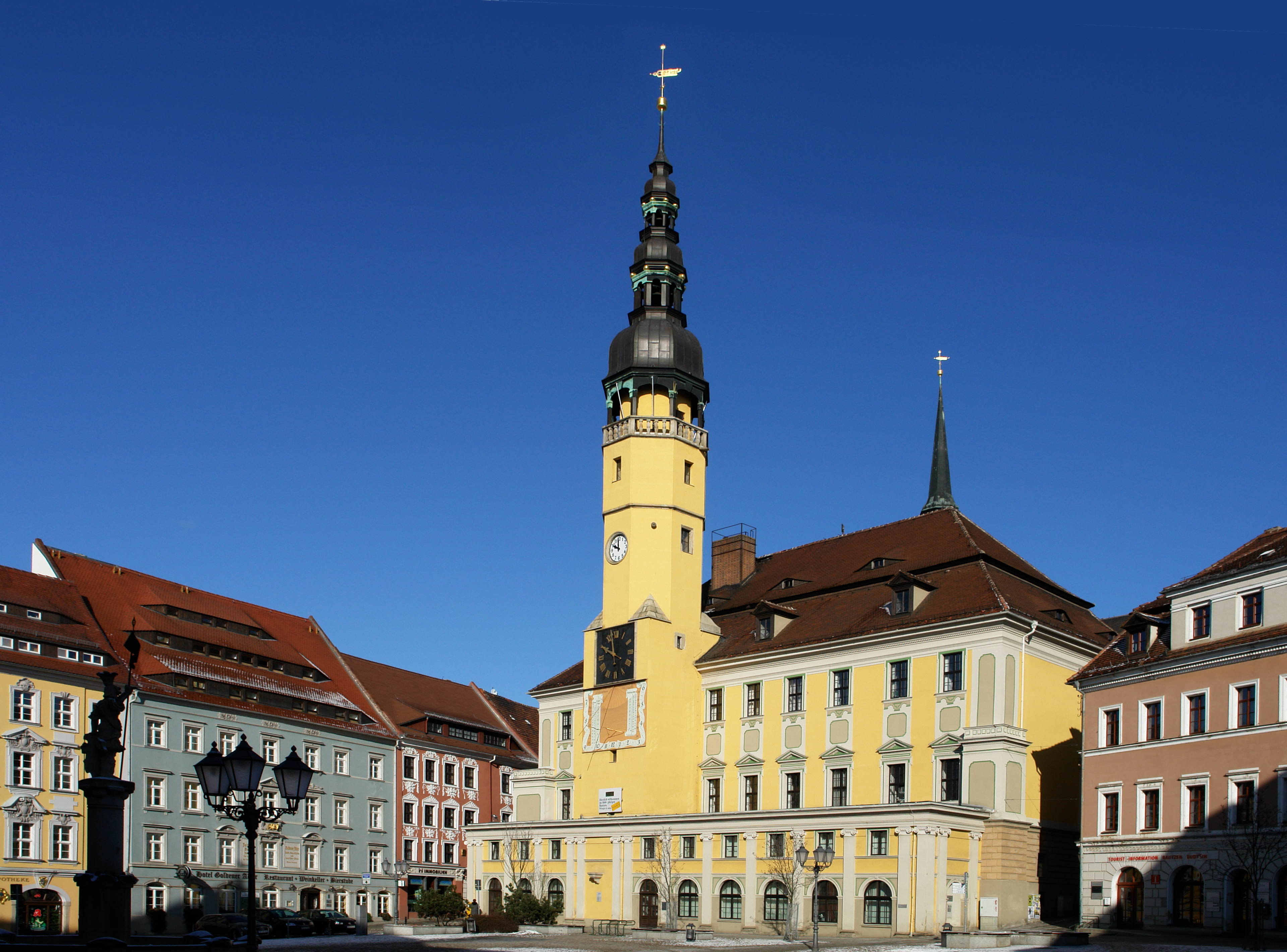
L'hôtel de ville de Bautzen.

C'est sous la conduite de Napoléon qu'a lieu la grande bataille de Hochkirch, près de la ville. Sur l'Arc de triomphe de l'Étoile à Paris, cette bataille est nommée Bataille de Wurschen (Bataille de Bautzen), que les troupes de Napoléon ont remportée. En 1868, la ville est officiellement renommée de Budissin en Bautzen. La grande prison saxonne « Bautzen I » est terminée en 1904, mais on l'appelle plutôt « Gelbes Elend » (misère jaune). Cette prison est encore utilisée aujourd'hui.
Pendant la Seconde Guerre mondiale, quelques immeubles de la ville sont détruits. La dernière grande bataille de chars prend place près de la ville, le 26 avril 1945.
Après la guerre, sous la RDA, la ville devient un lieu important de l'industrie et de la science. Avec la réunification de 1990, beaucoup de choses ont changé ; mais une grande entreprise de construction de wagons a pu demeurer - elle a été rachetée par Bombardier. L'ancienne prison « Bautzen II. » est devenue un musée des droits de l'homme en 1992.

## Politique municipale
Depuis 1994, Bautzen forme avec les villes de Görlitz et de Hoyerswerda un Oberzentraler Städteverbund (alliance de grandes villes), créant ainsi un des six grands centres urbains de la Saxe.

## Éducation
Le Gymnasium haut-sorabe de Bautzen (en allemand : Sorbische Gymnasium Bautzen, en haut-sorabe : Serbski gymnazij Budyšin), est un lycée bilingue allemand / sorabe, situé à Bautzen et s'adressant aux élèves de la région de Haute-Lusace dans le land de Saxe. Dans le cadre du projet pédagogique Witaj, l'enseignement est dispensé dans les deux langues vernaculaires de la région.

## Religions

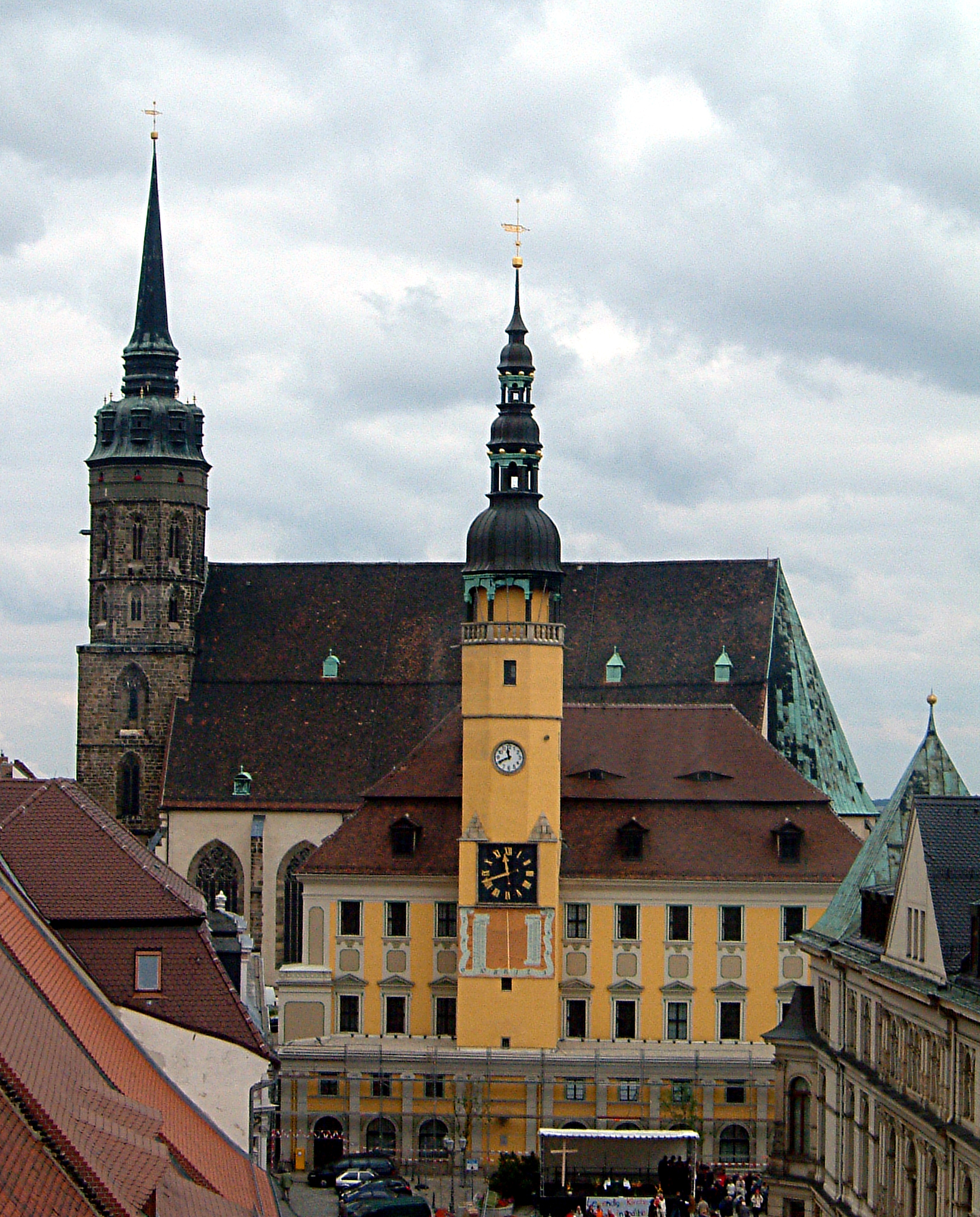
Vue de la cathédrale Saint-Pierre, derrière l'hôtel de ville.

La plupart des habitants de Bautzen sont protestants, tandis que la minorité sorabe est principalement catholique, les deux confessions se partageant la cathédrale Saint-Pierre pour célébrer leurs offices. La procession équestre de Pâques est un événement annuel.

## Personnalités nées à Bautzen
- Gertrud Bobek, femme politique et résistante
- Jean Schmidt (théologien)
- Handrij Zejler, pasteur et écrivain
- Hermann Hunger, assyriologue autrichien
- Roman Töppel, docteur en histoire, auteur de Koursk 1943
- Udo Wagner (1963-), champion olympique de fleuret par équipe en 1992.

## Personnalités mortes à Bautzen
- Paulus Niavis (nom latinisé de latinisé de Paul Schneevogel) (vers 1460 - 1517), humaniste, éducateur, écrivain et fonctionnaire du Saint-Empire romain germanique.

## Jumelages
La ville de Bautzen est jumelée avec :
- Worms (Allemagne) depuis le 26 juin 1990 ;
- Heidelberg (Allemagne) depuis le 29 juin 1991 ;
- Dreux (France) depuis le 3 novembre 1992 ;
- Jablonec nad Nisou (Tchéquie) depuis le 22 mai 1993 ;
- Jelenia Góra (Pologne) depuis le 22 mai 1993.